# Essedarius

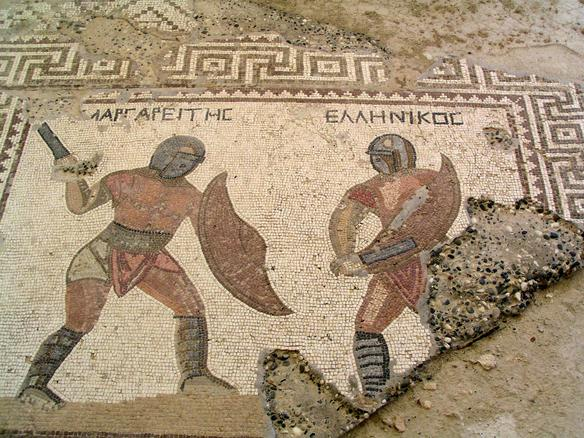
Zwei Essedarii auf einem Mosaik aus Kourion

Der Essedarius (lat., Plural Essedarii) war ein römischer Gladiator. Die Bezeichnung wird von essedum hergeleitet, einem zweirädrigen keltischen Streitwagen. Da es jedoch keinerlei antike Abbildungen von Gladiatorenkämpfen zwischen Streitwagenfahrern gibt, war die Identifizierung dieser Gladiatorengattung lange Zeit sehr problematisch. Die Identifizierung wurde dann aus einer einzigen Abbildung eines Essedarius ohne Streitwagen hergeleitet, die auf einer Grabstele zu sehen ist.

## Ausrüstung und Bewaffnung
Der Essedarius war ein mittelschwerer Gladiator. Er war mit einem Kurzschwert und vermutlich Wurfspeeren oder einem Kurzbogen bewaffnet. Zum Schutz trug er einen Helm, einen ovalen mittelgroßen Schild, einen Armschutz (Manica) am Schwertarm und kurze Gamaschen oder Bandagen an beiden Unterschenkeln. Bekleidet war er mit einem Lendenschurz (Subligaculum) und einem Gürtel (Balteus oder Cingulum).

## Gegner
Essedarii kämpften fast immer gegen andere Essedarii, in seltenen Fällen auch gegen den Retiarius. Es wird vermutet, dass sie den Kampf auf einem Streitwagen begannen und dann zu Fuß weiterkämpften. Weiterhin wird vermutet, dass im Laufe der Zeit auf die Streitwagen verzichtet wurde und der Kampf zwischen Essedarii nur noch zu Fuß ausgetragen wurde.